# Zlatko Dalić
Zlatko Dalić (Livno, 1966. október 26. –) horvát labdarúgó, edző, jelenleg a horvát válogatott szövetségi kapitánya.

## Pályafutása

### Játékosként
Játékos pályafutása nagy részét a Hajduk Splitben és a Varaždin Varteksben töltötte.

### Edzőként
Miután befejezte az aktív játékot edzősködni kezdett. Először korábbi csapatánál a Varteksnél kapott másodedzői munkát. 2002 és 2005 között a klub sportigazgatójaként dolgozott. 2005 májusában kinevezték az első csapat élére. Az idény végén a harmadik helyen végeztek a bajnokságban. 2006-ban bejutott csapatával a horvát kupa döntőjébe, ahol a HNK Rijeka ellen 4–0-s vereséget szenvedtek az első találkozón. A visszavágót 5–1-re megnyerték, de idegenben rúgott góllal a Rijeka lett a kupagyőztes.
2007 nyarán miután a Varteksnél lejárt a szerződése, a Rijeka vezetőedzői feladatát vállalta el.
A 2008–09-es idényben az albán Dinamo Tirana csapatát irányította, mellyel megnyerte az albán szuperkupát.
Ezt követően 2009-ben visszatért Horvátországba a Slaven Belupohoz.
Párhuzamosan 2006 és 2011 között a horvát U21-es válogatottnál Dražen Ladić segítőjeként dolgozott.
2010-ben Szaúd-Arábiába szerződött. 2010 és 2012 között az Al-Faisaly, majd 2012 és 2013 között az Al-Hilal csapatainál dolgozott.
2014-ben az arab emírségekbeli Al Ain vezetőedzője lett, ezt a tisztséget 2017-ig töltötte be. A 2014–15-ben csapatával megnyerte az egyesült Arab emírségek bajnokságát, 2016-ban pedig bejutottak a bajnokok,ligája döntőjébe.
2017-ben kinevezték a horvát válogatott szövetségi kapitányi posztjára.

## Sikerei, díjai
Varteks
- Horvát kupadöntős (1): 2005–06

Dinamo Tirana
- Albán szuperkupa (1): 2008

Al Ain
- EAE bajnok (1): 2014–15
- AFC-bajnokok ligája döntős (1): 2016

## Edzői statisztika
2021. november 14-én lett frissítve.
| Csapat        | Nemzet   | –tól                 | –ig                  | Mérleg     | Mérleg | Mérleg | Mérleg | Mérleg | Mérleg | Mérleg | Mérleg |
| M             | GY       | D                    | V                    | Győzelem % | RG     | KG     | +/-    |        |        |        |        |
| ------------- | -------- | -------------------- | -------------------- | ---------- | ------ | ------ | ------ | ------ | ------ | ------ | ------ |
| NK Varaždin   | CRO      | 2004. szeptember 11. | 2004. szeptember 18. | 2          | 1      | 0      | 1      | 42.5   | 4      | 3      | +1     |
| NK Varaždin   | CRO      | 2005. július 20.     | 2007. május 19.      | 83         | 34     | 13     | 35     | 40.96  | 156    | 140    | +16    |
| Rijeka        | CRO      | 2008. július 20.     | 2008. június 28.     | 41         | 16     | 14     | 11     | 39.02  | 57     | 46     | +11    |
| Dinamo Tirana | ALB      | 2008. augusztus 17.  | 2009. február 4.     | 23         | 10     | 8      | 5      | 43.48  | 30     | 15     | +15    |
| Slaven Belupo | CRO      | 2009. augusztus 9.   | 2010. május 13.      | 32         | 12     | 10     | 10     | 37.5   | 46     | 49     | –3     |
| Al-Faisaly    | KSA      | 2010. augusztus 9.   | 2012. április 27.    | 55         | 17     | 14     | 24     | 30.91  | 79     | 101    | –22    |
| Al-Hilal      | KSA      | 2013. február 9.     | 2013. május 22.      | 20         | 11     | 6      | 3      | 55     | 32     | 23     | +9     |
| Al Ain        | UAE      | 2014. március 12.    | 2017. január 23.     | 155        | 83     | 40     | 32     | 53.55  | 291    | 217    | +74    |
| Horvátország  | CRO      | 2017. október 7.     | jelenlegi            | 54         | 26     | 12     | 16     | 48.15  | 93     | 71     | +22    |
| összesen      | összesen | összesen             | összesen             | 464        | 210    | 117    | 137    | 45.26  | 788    | 665    | +123   |

## Külső hivatkozások
- Zlatko Dalić (horvát nyelven). hns-cff.hr (HNS)
- Zlatko Dalić (angol nyelven). Calcio.com